# Křesťanští demokraté (Švédsko)
Křesťanští demokraté (švédsky Kristdemokraterna, KD) je Švédska politická strana, která vznikla v roce 1964 jako reakce na sekularizaci švédské společnosti. V parlamentu jsou Křesťanští demokraté zastoupeni od roku 1991, od tohoto roku do roku 1994 byli též členy nesocialistické vlády. Také nyní jsou vládní stranou. Křesťanští demokraté se zasazují o zlepšení péče o důchodce, snižování daní a boj s nezaměstnaností. Předsedou strany je od roku 2015 Ebba Buschová Thorová, která vystřídala Görana Hägglunda.

## Okolnosti vzniku strany
Vznik švédské křesťanskodemokratické strany byl především reakcí na sekularizační tendence ve švédské společnosti po druhé světové válce. Tento protest spojen především s obrozeneckými snahami opozičních skupin v rámci státní švédské luterské církve a dalších církví, zejména letničního hnutí.
Jako důležité pro vznik strany se ukázaly dvě petice. První z nich byla petice stavějící se proti plánované redukci náboženského vyučování na školách, kterou podepsaly více než dva miliony lidí, což byla třetina tehdejší švédské populace. Druhou byla tzv. Petice 140 lékařů, kteří vyjadřovali znepokojení nad rostoucí mírou promiskuity ve švédské společnosti, šířením pohlavních chorob a rostoucím počtem potratů. Nezanedbatelnou roli pro vznik strany měly rovněž události spojené s uvedením filmu 491, který obsahoval na svou dobu velmi explicitní sexuální scény. Tehdejší vláda zrušila po několika cenzorních zásazích jeho původní zákaz, což mělo také velký vliv při rozhodování o založení strany.

## Historie Strany
Strana byla založená v roce 1964 jako Křesťansko-demokratické shromáždění (Kristen Demokratisk Samling – KDS) a její počátky jsou spojené především se zakladatelem švédského letničního hnutí Levim Pethrusem, nicméně prvním předsedou strany se stal luteránský pastor Birger Ekstedt a Pethrus stanul na místě prvního místopředsedy.
Po úmrtí prvního předsedy strany byl na mimořádném kongresu strany zvolen novým předsedou strany zvolen Alf Svensson, který také vycházel z letničního hnutí, nicméně sehrál velmi důležitou roli při přeměně strany z úzce zaměřené nábožensky orientované skupiny na relevantní politickou sílu schopnou oslovit větší množství voličů.
Do roku 1985 však byla KDS marginálním a mimoparlamentním politickým uskupením, jehož podpora se pohybovala v rozmezí 1-2 %. Strana se zaměřovala především na sociální problémy. KDS také volala po novelizaci interrupčního zákona a vystupovala proti jaderné energetice. Snažila se profilovat jako „třetí alternativa“ vůči sociálním demokratům a bloku nesocialistických stran, nicméně její strategie nebyla příliš úspěšná.
První menší úspěch si strana mohla připsat až v roce 1985, když kandidovala v koalici se stranou středu. Křesťanští demokraté získal v rámci koalice 2,6 % hlasů. Ačkoli její zisk sice výrazně nepřevyšoval výsledky v předešlých volbách, podařilo se jí získat historicky první mandát, který připadl předsedovi Svenssonovi.
Nastala postupná proměna strany. V roce 1987 přepracovali křesťanští demokraté svůj program a přijala také nový název Křesťansko-demokratická společenská strana (Kristdemokratiska Samhällspartiet – KdS). V následujících parlamentních volbách, které se uskutečnily v roce 1988, kandidovala KdS opět samostatně. Získala 2,9 % hlasů, což pro ni znamenalo ztrátu parlamentního zastoupení, která byla ale pouze dočasná.
Historickým úspěchem znamenaly pro švédské křesťanské demokraty parlamentní volby v roce 1991. KdS v nich získala 7,14 % hlasů, 27 mandátů, a následně také účast ve středopravicové vládě, v níž jí připadla tři ministerská křesla. Strana je od té doby stálou součástí švédské politické scény a podílela se na několika vládách s dalšími nesocialistickými stranami, tj. Umírněnými, Stranou středu a Lidovou stranou.
Za nárůstem podpory stály celkem tři faktory. Strana se vzdala své představy coby "třetí alternativy" a přidala se mezi nesocialistické strany. Druhým bylo širší otevření se dalším skupinám voličů a posledním byla kombinace tradičních témat (odmítání potratů a prorodinná politika) s dalšími prioritami, kterými dokázala oslovit i další voliče (především zlepšení sociálních služeb).
V následujících volbách roce 1994 překročili křesťanští demokraté čtyřprocentní hranici pouze těsně, nicméně o čtyři roky zaznamenali největší úspěch ve své historii, když se jí podařilo získat dokonce 11,8 % hlasů. Pozitivní vliv na výsledek strany měly mít celkem tři faktory: Popularita jejího lídra Alfa Svenssona, rodinná politika a náboženská otázka.
Mezitím si v roce 1996 strana změnila svůj název na Křesťanští demokraté (švédsky Kristdemokraterna), který užívá dodnes. V dalších volbách sice strana nedokázala obhájit svůj výsledek z roku 1998, i přesto se ale dokázala etablovat na švédské politické scéně. Za přelomový lze v dějinách strany považovat rok 2004. Alf Svensson, který stál v čele strany 21 let, se rozhodl již dále nekandidovat na předsedu a vystřídal jej Göran Hägglund, který byl do té doby druhým místopředsedou. Hägglund však postrádal charisma svého předchůdce, což vedlo k postupnému poklesu podpory strany.

## Volební výsledky

### Parlamentní volby
| Volební rok | Počet hlasů | Hlasy v % | + / -   | Počet mandátů | + / - |
| ----------- | ----------- | --------- | ------- | ------------- | ----- |
| 1988        | 158 182     | 2,94      | ▲ +2,94 | 0             | ▬ ±0  |
| 1991        | 390 351     | 7,14%     | ▲ +4,20 | 27            | ▲ +27 |
| 1994        | 225 974     | 4,07%     | ▼ −3,07 | 15            | ▼ −12 |
| 1998        | 619 046     | 11,8%     | ▲ +7,73 | 42            | ▲ +27 |
| 2002        | 485 235     | 9,15      | ▼ -2,62 | 33            | ▼ -9  |
| 2006        | 365 998     | 6,59%     | ▼ -2,56 | 24            | ▼ -9  |
| 2010        | 333 696     | 5,6%      | ▼ -1,0  | 19            | ▼ -5  |
| 2014        | 284 806     | 4,57%     | ▼ -1,03 | 16            | ▼ -3  |
| 2018        | 397 785     | 6,4%      | ▲ + 1,8 | 23            | ▲ +7  |

### Evropské volby
| Volební rok | Celkový počet hlasů | Hlasy v % | + / -   | Počet mandátů | + / - |
| ----------- | ------------------- | --------- | ------- | ------------- | ----- |
| 1995        | 105 173             | 3,92%     | -       | 0             | -     |
| 1999        | 193 354             | 7,6%      | ▲ +3,7  | 2             | ▲ +2  |
| 2004        | 142 704             | 5,68%     | ▼ −2,1  | 1             | ▼ -1  |
| 2009        | 148 141             | 4,68%     | ▼ −1,01 | 1             | ▬ ±0  |
| 2014        | 220 574             | 5,93%     | ▲ +1,25 | 1             | ▬ ±0  |